# 圓屋劇場
圓屋劇場（英語：The Roundhouse）是一座位於英國倫敦查爾克農場的表演藝術場館，建築本身為二級登錄建築，前身是扇形車庫。該建築於1846至1847年間由倫敦和西北鐵路建造，原本是一座圓形建築，內部設有鐵路轉車盤。然而，作為車庫的用途僅維持了約十年。隨後被改作倉庫使用，並在二戰前夕逐漸被廢棄。
1954年，圓屋劇場首次被列為登錄建築。並自1964年由劇作家阿諾德·威斯克創立的「42中心劇團」轉型為表演藝術場館重新開放。這座大型圓形建築曾舉辦過各種知名活動。

## 沿革

### 設立

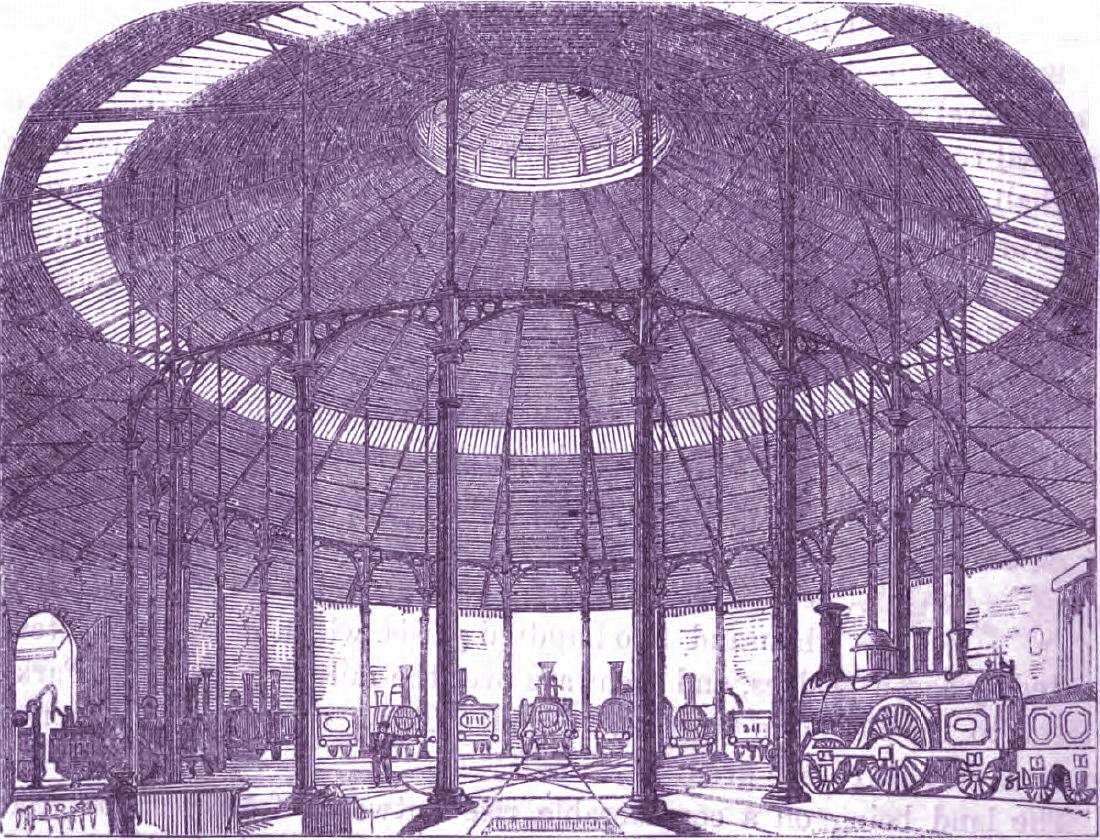
圓屋劇場內部的大型圓形發動機房的插畫，約1850年代。

圓屋劇場最初是為倫敦與伯明翰鐵路公司建造的轉車盤機車車庫（或稱圓形車庫）。該建築也被稱為「大圓形機車庫」（Great Circular Engine House）或「行李機車庫」（Luggage Engine House），由 Branson & Gwyther 負責建造，建築設計則出自建築師羅伯特·B·多克雷（Robert B. Dockray）和羅伯特·史蒂芬生之手。工程於1846年動工，並於1847年正式啟用。
然而不到十年，隨著機車技術的升級，圓屋劇場已無法容納新型機車，因而被改作其他用途。其中最長的一段使用時期從1871年開始，作為琴酒釀酒商W＆A吉爾貝（W & A Gilbey Ltd.）的保稅倉庫長達50年。

### 劇場時期

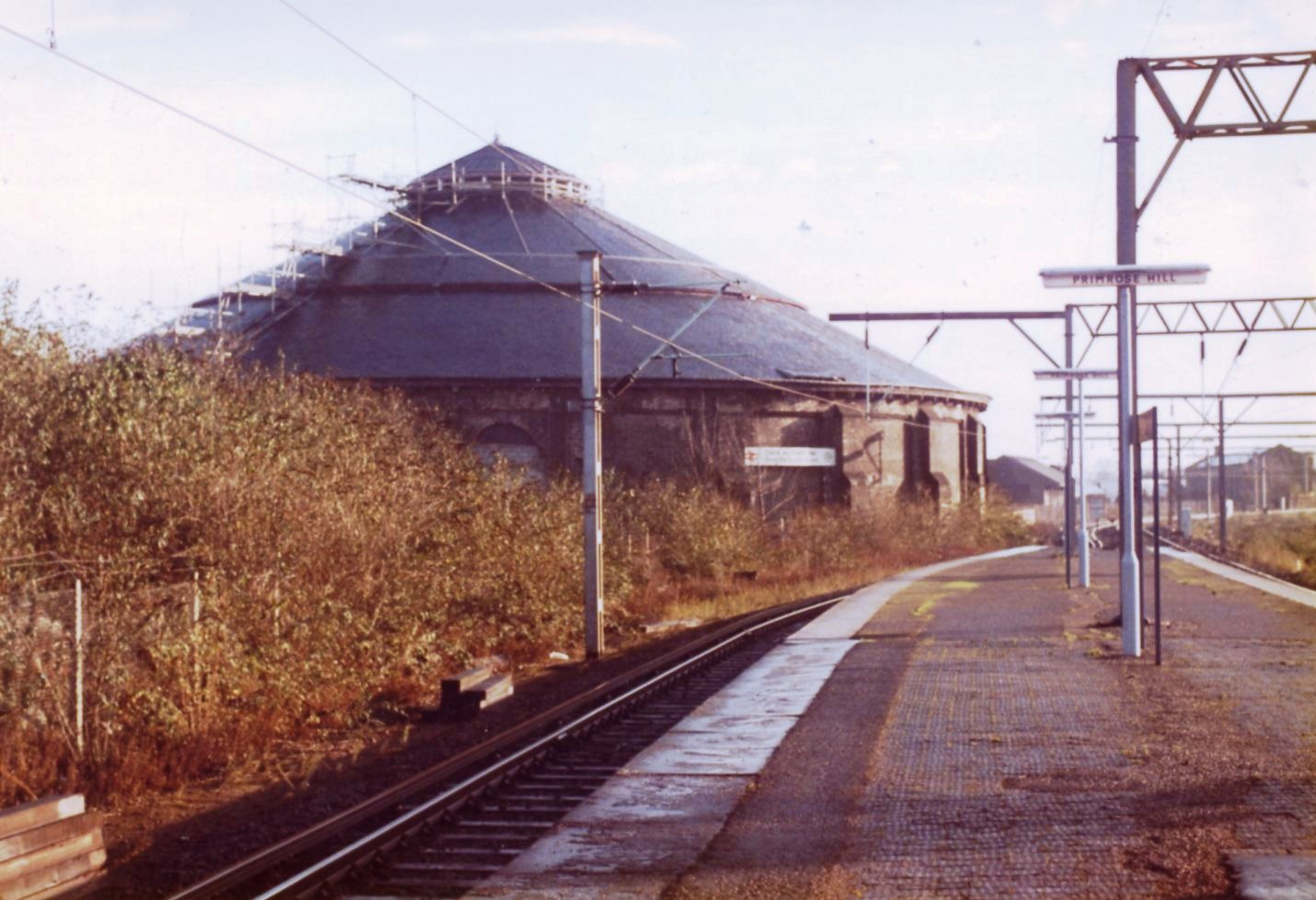
1984年的圓屋劇場。

圓屋劇場於1964年被轉交給「42中心」（Centre 42），並計劃改建為一座永久性的文化中心，內設劇場、電影院、畫廊、工作坊，並提供會議室、圖書館、青少年俱樂部以及餐廳舞廳等空間供地方組織使用。此項改建預計耗資30萬至60萬英鎊（以2023年的價值換算約為686萬至1,370萬英鎊），並獲得多位知名演員、劇作家、作家與音樂家的支持。1966年，大倫敦委員會取得圓屋劇場的永久產權，並將其轉型為藝術場館。同年10月15日，劇場舉行開幕演出「通宵狂歡派對」（All Night Rave），成為英國地下報《國際時代》的創刊活動現場，並邀請搖滾樂團軟機器樂隊與平克·弗洛伊德參與演出。1966年跨年夜，劇場舉辦了首場大型音樂會「Psychadelicamania」，由谁人乐队領銜演出。
在隨後的十年間，圓屋劇場成為英國地下音樂活動的重要場地，主辦過如「Middle Earth」與「Implosion」等知名活動，許多活動由傑夫·德克斯特策劃與推廣。這段期間，眾多著名樂團與音樂人曾在此演出，包括The_Gass、滾石樂團、傑夫·貝克、雏鸟乐队、肖特·莫尼的Dantalian's Chariot、大衛·鮑伊、吉米·亨德里克斯、齊柏林飛船、The Incredible String Band、佛利伍麥克、Third World War、門戶合唱團、傑佛森飛船、雷蒙斯、衝擊合唱團、The Jam、艾維斯·卡斯提洛、艾爾基·布魯克斯、奧蒂斯·雷丁，以及重金屬樂團摩托头。
圓屋劇場也曾是戲劇演出的重要場地，經歷過兩個戲劇輝煌時期。1969年，音樂劇《Catch My Soul》在此上演，當時在行政總監喬治·霍斯金斯（George Hoskins）的領導下，劇場成為實驗劇場的重鎮，曾上演Living Theatre劇團的《1776》以及彼得·布魯克執導的多部作品。1970年7月，大膽挑戰尺度的音樂劇《Oh! Calcutta!》在此首演，並於倫敦持續演出近四千場。此外，1967年，布魯斯·萊西與The Alberts合作的無政府主義喜劇《Evening of British Rubbish》也曾在此上演。
1983年，大倫敦委員會將圓屋劇場移交給卡姆登區議會，計劃將其打造成一個以黑人藝術為主的文化中心，並規劃音樂、戲劇及社區活動。然而，因資金不足，場館最終被迫關閉。1991年跨年夜，派對組織「Spiral Tribe」在此舉辦為期一週的派對，期間因發電機故障，現場不得不臨時接駁附近英国铁路的電源以維持活動運作。

### 翻修
1996年，圓屋劇場成為英國樂團狂躁街道传教者單曲〈A Design for Life〉宣傳影片的拍攝場景，當時場館尚未進行整修。此後，還有多支音樂錄影帶在此拍攝，這座建築在1996年之前大多閒置，直到慈善家托奎爾·諾曼領導的諾曼信託基金（Norman Trust）以600萬英鎊將其購買。1998年，他成立了圓屋信託基金（Roundhouse Trust），並領導其改建工作，基金會董事會成員包括鲍勃·格尔多夫、薩格斯以及電影導演特里·吉列姆。
為了提高公眾對改建計劃的認識並籌集資金，該場地在改建前開放了兩年，期間由前巴特西藝術中心主任保羅·布萊克曼擔任館長。當時推出的演出包括皇家國家劇院的《多可爱的战争》、舞蹈家邁克爾·克拉克的復出演出、打擊樂團體破铜烂铁乐队的表演、肯·坎貝爾長達24小時的劇作《The Warp》，以及阿根廷劇團De La Guarda的《Villa Villa》。其中，《Villa Villa》連演一年，成為該場地歷史上演出時間最長的節目，直到建築關閉進行改建。
經過建築事務所約翰·麥克阿斯蘭（John McAslan & Partners）與工程公司比羅·哈波爾德的合作設計，翻新的圓屋劇場於2006年6月1日重新開放，並以劇團Fuerza bruta的演出作為揭幕。自1996年以來，整個改建工程耗資達2,700萬英鎊。2006年12月20日，乔治·迈克尔在圓屋劇場為NHS（英國國民健康服務系統）的護士舉辦了一場免費音樂會，以感謝他們曾經照顧他於1997年因癌症去世的母親萊斯莉。
除了作為藝術場館外，圓屋劇場亦為註冊慈善機構，並透過圓屋信託基金為11至25歲的年輕人提供創意課程。自2006年至2012年間，該信託基金已為超過13,000名11至25歲的年輕人提供現場音樂、馬戲、戲劇及新媒體相關課程。這些課程在圓屋劇場工作室舉行，均設於主表演空間的下方。
2015年9月，蘋果音樂節期間，蘋果公司宣布將為音樂節場地進行環保改造：「對照明、管道和暖通空調系統」進行重大升級。

## 建築設計
圓屋劇場今被列為英國二級保護建築，並於2010年被正式宣布為國家遺產，英國運輸信託基金（Transport Trust）特別頒發遺產紀念牌，由肯特的迈克尔王子親自授予。
這座建築被視為19世紀中期鐵路建築的代表作。原建築直徑達48米（157英尺），以黃色磚牆建成，圓形結構與尖頂屋頂成為其獨特標誌。圓錐形的石板屋頂中央設有一個如今已裝上百葉的排煙口，屋頂則由24根鑄鐵多立克柱支撐（這些柱子圍繞著原先停放蒸汽機車的位置排列），並配有彎曲的肋架結構。內部保留了原有地板、轉車台的部分結構，以及早期鐵軌的遺跡。
2006年的翻修工程獲得了英格蘭遺產委員會的保護建議與資金支持，並獲得了国家彩票遗产基金和英國藝術委員會的補助。翻修工程在屋頂增設了七層隔音層，修復了玻璃天窗，並新增了一座鋼與玻璃結構的新翼，沿著主建築北側弧形延展，內部設有售票處、酒吧與咖啡廳、藝術畫廊大廳以及辦公室等設施。

### 來源
1. ↑  . The Roundhouse.   [5 November 2023]. （原始内容存档于2024-03-02）.
2. ↑  . www.architecture.com.   [2025-02-03]. （原始内容存档于2025-02-12）.
3. ↑  . www.camdencasp.org.uk.   [2025-02-03]. （原始内容存档于2022-07-05） （英国英语）.
4. ↑  . www.international-times.org.uk.   [2025-02-03].
5. ↑  喬治·薩繆爾·米森（英语：George Samuel Measom）, The official illustrated guide to the North-western railway, Publ. 1859 W.H. Smith, page 20
6. ↑  Cooke, B. W. C., ed. . Westminster: Tothill Press. 1964-10: 800–801.
7. ↑  . BBC.   [2025-02-03]. （原始内容存档于2025-02-24） （英国英语）.
8. 1 2 3  James, Anthony.  (PDF). theatreprojects.com: 45. 1 May 2007  [3 April 2010]. （原始内容存档 (PDF)于2021-07-29）.
9. ↑  . Roundhouse.   [2025-02-03]. （原始内容存档于2022-03-30） （英语）.
10. ↑  freepartypeople. . UK Free Parties and Free Festivals 1988-1994. 2022-04-21  [2025-02-03] （英语）.
11. ↑  Rose, Steve. . The Guardian. 2006-05-29  [2025-02-03]. ISSN 0261-3077 （英国英语）.
12. ↑  Pigott, Nick, ed. . London. 2010-08: 6. ISSN 0033-8923.
13. ↑  . web.archive.org. 2013-06-08  [2025-02-03]. 原始内容存档于2013-06-08.
14. ↑  Pigott, Nick, ed. . London. 2010-04: 6. ISSN 0033-8923.
15. ↑  . Roundhouse - Celebrating 50 Years.   [2025-02-03]. （原始内容存档于2025-02-03） （英语）.
16. ↑  England, Lucy. . Business Insider.   [2025-02-03]. （原始内容存档于2025-02-05） （美国英语）.
17. ↑  . historicengland.org.uk.   [2025-02-03]. （原始内容存档于2024-12-25） （英语）.

### 書籍
- Bane, M., White Boy Singin' the Blues, London: Penguin, 1982, ISBN 0-14-006045-6
- 鮑伯·布魯寧（英语：Bob Brunning）, Blues: The British Connection, London: Helter Skelter Publishing, 2002, ISBN 1-900924-41-2 – First edition 1986; Second edition 1995, Blues in Britain
- 鮑伯·布魯寧（英语：Bob Brunning）, The Fleetwood Mac Story: Rumours and Lies, London: Omnibus Press, 1990 and 1998, ISBN 0-7119-6907-8
- Martin Celmins, 彼得·格林 – Founder of Fleetwood Mac, London: Sanctuary, 1995, foreword by B. B. King, ISBN 1-86074-233-5
- Fancourt, L., British Blues on Record (1957–1970), Retrack Books, 1989
- 迪克·赫克斯托爾·史密斯（英语：Dick Heckstall-Smith）, The Safest Place in the World: A personal history of British Rhythm and blues, Quartet Books Limited, 1989, ISBN 0-7043-2696-5 – Second Edition: Blowing The Blues – Fifty Years Playing The British Blues, Clear Books, 2004, ISBN 1-904555-04-7
- Christopher Hjort, Strange Brew: 埃里克·克莱普顿 and the British blues boom, 1965–1970, foreword by 約翰·梅爾, Jawbone, 2007, ISBN 1-906002-00-2
- Paul Myers, 約翰·鮑德里（英语：Long John Baldry） and the Birth of the British Blues, Vancouver GreyStone Books, 2007, ISBN 1-55365-200-2
- Harry Shapiro 亞歷克西斯·科納（英语：Alexis Korner）: The Biography, London: Bloomsbury Publishing PLC, 1997, Discography by Mark Troster, ISBN 0-7475-3163-3
- Schwartz, R. F., How Britain got the Blues: The transmission and reception of American blues style in the United Kingdom, Ashgate, 2007, ISBN 0-7546-5580-6
- 麥克·佛農（英语：Mike Vernon (producer)）, The Blue Horizon Story 1965–1970 vol. 1, notes of the booklet of the box set (60 pages)

## 外部連結
- The Roundhouse official website （页面存档备份，存于）
- 50 years of the Roundhouse website （页面存档备份，存于）
- Made in Camden's web site （页面存档备份，存于）
- John McAslan and Partners （页面存档备份，存于）
- The Round House and Open Space theatre companies records （页面存档备份，存于） are held by the Victoria and Albert Museum Theatre and Performance Department.